# Women's All-Island Cup 2024
Navigation
Édition précédente Édition suivante
La Women's All-Island Cup 2024 est la deuxième édition de la compétition. Elle met aux prises seize équipes issues des deux pays et désignés par leur fédération.
Elle se déroule entre mars et juin 2024 en Irlande et en Irlande du Nord. 

## Organisation
La deuxième édition de la Women's All-Island Cup est déplacée vers le début de l'année civile. En 2023 elle s'est déroulée lors de l'interruption des championnats au moment de la coupe du monde féminine en juin et juillet. En 2024 elle est programmée entre mars et août et se positionne donc au début du championnat pour l'Irlande et avant le commencement de celui de l'Irlande du Nord.
Le format général ne change pas avec 16 équipes désignées par les deux fédérations :
- Les onze équipes participantes au championnat d'Irlande féminin de football 2024
- Cinq équipes participantes au Championnat d'Irlande du Nord féminin de football 2024. Un changement pour ces cinq équipes avec le remplacement de Sion Swifts qui arrêté son activité de haut niveau par le Lisburn Ladies Football Club.

Les seize équipes sont réparties en quatre poule de quatre équipes. Il y a au moins une équipe d'Irlande du Nord par poule. Les équipes disputent une rencontre contre chacune de leurs trois adversaires, soit à domicile, soit à l'extérieur. Les deux premières de chaque poule sont qualifiées pour les quarts de finales.
Un tirage au sort détermine les quatre poules et l'ordre des matchs.

## Compétition
| Groupe A        | Groupe B        | Groupe C           | Groupe D      |
| --------------- | --------------- | ------------------ | ------------- |
| Bohemian FC     | Cliftonville FC | Crusaders Strikers | Athlone Town  |
| Linfield FC     | Cork City       | DLR Waves          | Galway United |
| Lisburn Ladies  | Shelbourne FC   | Shamrock Rovers    | Glentoran FC  |
| Peamount United | Wexford Youths  | Treaty United      | Sligo Rovers  |

### Premier tour

#### Groupe A
| Rang | Équipe          | Pts | J | G | N | P | Bp | Bc | Diff |  | Résultats (▼ dom., ► ext.) | LIN | PEA | BOH | LIS |
| ---- | --------------- | --- | - | - | - | - | -- | -- | ---- |  | -------------------------- | --- | --- | --- | --- |
| 1    | Linfield Ladies | 7   | 3 | 2 | 1 | 0 | 10 | 3  | +7   |  | Linfield Ladies            |     |     | 2-1 | 6-0 |
| 2    | Peamount United | 7   | 3 | 2 | 1 | 0 | 9  | 2  | +7   |  | Peamount United            | 2-2 |     | 1-0 |     |
| 3    | Bohemian Women  | 3   | 3 | 1 | 0 | 2 | 5  | 3  | +2   |  | Bohemian Women             |     |     |     | 4-0 |
| 4    | Lisburn Ladies  | 0   | 3 | 0 | 0 | 3 | 0  | 16 | -16  |  | Lisburn Ladies             | 0-6 |     |     |     |

#### Groupe B
| Rang | Équipe              | Pts | J | G | N | P | Bp | Bc | Diff |  | Résultats (▼ dom., ► ext.) | SHE | WEX | CLF | COR |
| ---- | ------------------- | --- | - | - | - | - | -- | -- | ---- |  | -------------------------- | --- | --- | --- | --- |
| 1    | Shelbourne Ladies   | 7   | 3 | 2 | 1 | 0 | 6  | 2  | +4   |  | Shelbourne Ladies          |     |     |     | 3-0 |
| 2    | Wexford Youths WFC  | 4   | 3 | 1 | 1 | 1 | 9  | 3  | +6   |  | Wexford Youths WFC         | 1-2 |     | 6-0 |     |
| 3    | Cliftonville Ladies | 4   | 3 | 1 | 1 | 1 | 4  | 8  | -4   |  | Cliftonville Ladies        | 1-1 |     |     |     |
| 4    | Cork City WFC       | 1   | 3 | 0 | 1 | 2 | 3  | 8  | -5   |  | Cork City WFC              |     | 2-2 | 1-3 |     |

#### Groupe C
| Rang | Équipe                 | Pts | J | G | N | P | Bp | Bc | Diff |  | Résultats (▼ dom., ► ext.) | SHA | TRE | CRU | DLR |
| ---- | ---------------------- | --- | - | - | - | - | -- | -- | ---- |  | -------------------------- | --- | --- | --- | --- |
| 1    | Shamrock Rovers Ladies | 5   | 3 | 1 | 2 | 0 | 7  | 3  | +4   |  | Shamrock Rovers Ladies     |     |     |     | 4-0 |
| 2    | Treaty United          | 5   | 3 | 1 | 2 | 0 | 4  | 2  | +2   |  | Treaty United              | 1-1 |     |     |     |
| 3    | Crusaders Strikers     | 4   | 3 | 1 | 1 | 1 | 3  | 2  | +1   |  | Crusaders Strikers         | 2-2 | 0-2 |     |     |
| 4    | DLR Waves              | 1   | 3 | 0 | 1 | 2 | 1  | 6  | -5   |  | DLR Waves                  |     | 1-1 | 0-1 |     |

#### Groupe D
| Rang | Équipe              | Pts | J | G | N | P | Bp | Bc | Diff |  | Résultats (▼ dom., ► ext.) | GAL | ATH | GLE | SLI |
| ---- | ------------------- | --- | - | - | - | - | -- | -- | ---- |  | -------------------------- | --- | --- | --- | --- |
| 1    | Galway United Women | 7   | 3 | 2 | 1 | 0 | 8  | 2  | +6   |  | Galway United Women        |     | 2-2 | 4-0 |     |
| 2    | Athlone Town Ladies | 7   | 3 | 2 | 1 | 0 | 9  | 5  | +4   |  | Athlone Town Ladies        |     |     |     | 2-1 |
| 3    | Glentoran Women's   | 3   | 3 | 1 | 0 | 2 | 7  | 10 | -3   |  | Glentoran Women's          |     | 2-5 |     |     |
| 4    | Sligo Rovers Women  | 0   | 3 | 0 | 0 | 3 | 2  | 9  | -7   |  | Sligo Rovers Women         | 0-2 |     | 1-5 |     |

### Phase finale
Les deux premières de chaque groupe sont qualifiées pour les quarts de finale. Ces qualifiées sont pour le groupe A Linfield Ladies et Peamount United, pour le groupe B Shelbourne Ladies et Wexford Youths WFC, pour le groupe C Shamrock Rovers Ladies et Treaty United et pour le groupe D Galway United Women et Athlone Town Ladies. Une seule équipe sur les huit est nord-irlandaise.
|  | Quarts de finale       | Quarts de finale       |                     |       | Demi-finales | Demi-finales |  |  | Finale  | Finale  |
|  | Quarts de finale       | Quarts de finale       |                     |       | Demi-finales | Demi-finales |  |  | Finale  | Finale  |
|  |                        |                        |                     |       |              |              |  |  |         |         |
|  | 29 juin                | 29 juin                |                     |       | 24 juillet   | 24 juillet   |  |  | 18 août | 18 août |
|  | 29 juin                | 29 juin                |                     |       | 24 juillet   | 24 juillet   |  |  | 18 août | 18 août |
|  | Galway United Women    | 1                      |                     |       | 24 juillet   | 24 juillet   |  |  | 18 août | 18 août |
|  | Galway United Women    | 1                      |                     |       | 24 juillet   | 24 juillet   |  |  | 18 août | 18 août |
|  | Treaty United          | 0                      |                     |       | 24 juillet   | 24 juillet   |  |  | 18 août | 18 août |
|  | Treaty United          | 0                      | Galway United Women | 2(4)  |              |              |  |  | 18 août | 18 août |
|  | 22 juin                |                        | Galway United Women | 2(4)  |              |              |  |  | 18 août | 18 août |
|  |                        | Wexford FC             | 2(2)                |       |              |              |  |  | 18 août | 18 août |
|  | Linfield Ladies        | Wexford FC             | 2(2)                | 2     |              |              |  |  | 18 août | 18 août |
|  | Linfield Ladies        |                        |                     | 2     |              |              |  |  | 18 août | 18 août |
|  | Wexford FC             | 3                      |                     |       |              |              |  |  | 18 août | 18 août |
|  | Wexford FC             | 3                      | Galway United Women | 0 (4) |              |              |  |  |         |         |
|  | 22 juin                |                        | Galway United Women | 0 (4) |              |              |  |  |         |         |
|  |                        | Shamrock Rovers Ladies | 0 (3)               |       |              |              |  |  |         |         |
|  | Shelbourne Ladies      | Shamrock Rovers Ladies | 0 (3)               | 2     |              |              |  |  |         |         |
|  | Shelbourne Ladies      | 24 juillet             |                     | 2     |              |              |  |  |         |         |
|  | Athlone Town Ladies    | 1                      |                     |       |              |              |  |  |         |         |
|  | Athlone Town Ladies    | 1                      | Shelbourne Ladies   | 1     |              |              |  |  |         |         |
|  | 22 juin                |                        | Shelbourne Ladies   | 1     |              |              |  |  |         |         |
|  |                        | Shamrock Rovers Ladies | 2                   |       |              |              |  |  |         |         |
|  | Shamrock Rovers Ladies | Shamrock Rovers Ladies | 2                   | 3     |              |              |  |  |         |         |
|  | Shamrock Rovers Ladies |                        |                     | 3     |              |              |  |  |         |         |
|  | Peamount United        | 0                      |                     |       |              |              |  |  |         |         |
|  | Peamount United        | 0                      |                     |       |              |              |  |  |         |         |

#### Demi-finales
| Demi-finale 1   | Galway United Women                                                               | 2 – 2             | Wexford FC                                                  | Eamonn Deacy Park                            |                                              |
| 24 juillet 2024 | Kate Thompson 39e · Jamie Erickson 51e                                            | (1–0)             | Kylie Murphy 66e · Rianna Jarrett 87e                       | Spectateurs : 600 Arbitrage : Robert Dowling | Spectateurs : 600 Arbitrage : Robert Dowling |
| 24 juillet 2024 | Kate Thompson · Jamie Erickson · Amanda Smith · Aislinn Meaney · Lucy-Jayne Grant | Tirs au but 4 - 2 | Kylie Murphy · Rianna Jarrett · Ellen Molloy · Leah McGrath | Spectateurs : 600 Arbitrage : Robert Dowling | Spectateurs : 600 Arbitrage : Robert Dowling |

| Demi-finale 2   | Shelbourne Ladies | 1 – 2 | Shamrock Rovers Ladies          | Tolka Park                                  |                                             |
| 24 juillet 2024 | Jemma Quinn 51e   | (0–1) | Lia O'Leary 10e · Joy Ralph 66e | Spectateurs : 332 Arbitrage : Mark Moynihan | Spectateurs : 332 Arbitrage : Mark Moynihan |

#### Finale
La finale couronne pour la deuxième année consécutive le Galway United Women. Les tirs aux but ont été nécessaires pour départager les deux équipes, mais le match a été beaucoup plus animé que ne le laisse suggérer le score nul et vierge. Les deux équipes auraient pu l'emporter si les poteaux n'avaient pas repoussé les occasions les plus franches comme celles d'Aoibheann Costello à la 62e minute pour Galway ou celle de Stephanie Zambra à la 85e minute. Les dublinoises dominent la première mi-temps mais se trouvent incapables de convertir cette domination. La deuxième période est plus équilibrée. Galway retrouve de l'allant avec les entrées en jeu de Aislinn Meaney et Aoibheann Costello. Mais aucun but n'est marqué dans le temps réglementaire.
| Finale             | Shamrock Rovers Ladies | 0 – 0           | Galway United Women | Tallaght Stadium                                              |                                                               |
| 17 août 2024 19:35 | | (0–0)           | | Spectateurs : 1 347 Diffuseur : TG4 Arbitrage : Alan Patchell | Spectateurs : 1 347 Diffuseur : TG4 Arbitrage : Alan Patchell |
| 17 août 2024 19:35 | Stephanie Zambra · Áine O'Gorman · Aoife Kelly · Joy Ralph · Scarlett Herron | Tirs au but 3-4 | Therese Kinnevey · Kate Thompson · Jenna Slattery · Aislinn Meaney · Jamie Erickson · | Spectateurs : 1 347 Diffuseur : TG4 Arbitrage : Alan Patchell | Spectateurs : 1 347 Diffuseur : TG4 Arbitrage : Alan Patchell |
| 17 août 2024 19:35 | Amanda Budden ; Shauna Fox, Jessica Hennessy, Fiona Owens (Stephanie Zambra 86e) ; Scarlett Herron, Aoife Kelly, Melissa O'Kane, Maria Reynolds ; Áine O'Gorman, Lia O'Leary (Ella Kelly 78e), Joy Ralph | Équipes         | Jessica Berlin ; Eve Dossen, Jamie Erickson, Therese Kinnevey, Amy Madden (Aoibheann Costello 62e) ; Isabella Beletic, Lynsey McKey (Aislinn Meaney 61e), Julie-Ann Russell, Jenna Slattery, Kate Thompson ; Rola Olusola (Amanda Smith 85e) | Spectateurs : 1 347 Diffuseur : TG4 Arbitrage : Alan Patchell | Spectateurs : 1 347 Diffuseur : TG4 Arbitrage : Alan Patchell |